# Arneb Glacier
Arneb Glacier är en glaciär i Antarktis. Den ligger i Östantarktis. Nya Zeeland gör anspråk på området. Arneb Glacier ligger 15 meter över havet.
Terrängen runt Arneb Glacier är varierad. Havet är nära Arneb Glacier åt nordväst. Trakten är obefolkad. Det finns inga samhällen i närheten.